# Святая Иоанна скотобоен
«Святая Иоанна скотобоен» (нем. Die heilige Johanna der Schlachthofe) — пьеса-пародия немецкого поэта и драматурга Бертольта Брехта. Впервые была опубликована в журнале «Versuche», в № 5 за 1932 год.

## История создания
Пьесу «Святая Иоанна скотобоен» Бертольт Брехт начал писать в 1929 году и закончил в 1931-м. Католическая церковь в 1931 году отмечала 500-летие со дня гибели Жанны д’Арк, в прессе в течение нескольких лет публиковались различные материалы, посвященные её подвигам, и пьеса Брехта стала своего рода продолжением написанной ещё в 1923 году «Святой Жанны» Бернарда Шоу, в эпилоге которой Жанна спрашивала: «Восстать ли мне из мертвых и вернуться к вам живой женщиной?» — и тут же её покидали все, кто ей поклонялся. В пьесе Брехта Жанна д’Арк восставала из мёртвых, но в образе современной американки. Как Жанна д’Арк спасала Францию в момент наивысшей военной опасности, так и героиня Брехта, Иоанна Дарк, деятель Армии спасения, пытается помочь обездоленным в разгар тяжелейшего экономического кризиса.
В примечании к первому изданию пьесы в 1932 году Брехт указал, что «Святая Иоанна скотобоен» возникла из пьесы Элизабет Гауптман «Happy End», кроме того, в ней использованы «некоторые классические образцы и стилистические элементы». Под «классическими образцами» подразумевалось, в частности, пародирование одной из сцен «Орлеанской девы» Ф. Шиллера и описания битвы в «Илиаде» Гомера. Как отмечает исследователь, Брехт в своей пьесе, действие которой происходит в Чикаго, использовал некоторые эпизоды из романа Э. Синклера «Болото», посвященного чикагской мясной и консервной промышленности. Вместе с тем «Святая Иоанна» вобрала в себя персонажи и мотивы нескольких пьес Брехта, не завершённых по разным причинам: «Пшеницы», «Булочной», а также пьесы «Джо Мясорубка», которую он ещё в 1926 году писал для Эрвина Пискатора.
Брехт опубликовал пьесу в своём журнале «Опыты» (Versuche) в 1932 году; на сцене она поставлена не была и известность приобрела благодаря радиопостановке, осуществлённой в 1931 году Альфредом Брауном. Первым сценическим воплощением «Святой Иоанны скотобоен» стал спектакль, поставленный Густафом Грюндгенсом в 1959 году — в Гамбурге.
На русский язык пьесу ещё в 1933 году перевёл Сергей Третьяков; в том же переводе она была опубликована в 1963 году в 5-томном издании сочинений Брехта.

## Действующие лица
- Иоанна Дарк, лейтенант Черных Капоров
- Маулер, мясной король
- мясозаводчики
Крайдль
Грэхем
Мейерс
Леннокс
- Слифт, спекулянт
- Вдова Лаккернидла
- Глумб, рабочий
- Паулус Снайдер, майор Черных Капоров
- Марта, солдат Черных Капоров
- Джексон, лейтенант Черных Капоров
- Малберри, домовладелец
- Официант
- Мясоторговцы, перекупщики, скотоводы, маклеры, спекулянты, Черные Капоры, рабочие, вожаки рабочих,
 бедняки, сыщики, репортёры, газетчики, солдаты, прохожие.

## Сюжет
Чикагский мясной король Пирпонт Маулер получает от своих нью-йоркских друзей сообщение о том, что мясной рынок затоварен, мясная промышленность становится невыгодной и лучше от неё избавиться. Перед своим партнёром, мясозаводчиком Крайдлем, он предстаёт человеком тонко чувствующим, которого тяготит «кровавость» этого бизнеса, и, впав в меланхолию, сбывает ему свой пай.
Мясозаводчик Леннокс, павший в жестокой конкурентной борьбе с Маулером, закрывает свои заводы, на улице оказываются 70 тысяч рабочих. Маулер тем временем превращается в филантропа: открывает больницы своего имени — самые большие и самые дорогие в мире. Иоанна Дарк, сотрудница благотворительной организации «Черные капоры», стремящейся вновь утвердить имя Господа на земле, со своим ударным отрядом раздаёт голодным бесплатный суп, организует дешёвые ночлежные дома для тех, кто лишился крова.
Попутно она проводит с рабочими душеспасительные беседы: по её мнению, люди бедны потому, что не думают о возвышенном. Но рабочие, занятые своими земными проблемами, слушают её плохо. Тем временем закрываются предприятия Маулера и Крайдля, выбрасывая на улицу новые десятки тысяч рабочих.
Иоанна просит Маулера подумать о рабочих, и он думает: забирает деньги у мясников и отдаёт их Иоанне. Но такая благотворительность, считает Иоанна, не решает проблемы; по совету Маулера она в сопровождении Слифта приходит на скотобойни, видит бесчеловечные условия труда, которые одному стоили жизни, другого сделали калекой, и в то же время удивительную готовность пострадавших и их близких за бесплатный обед или хорошее место покрывать работодателей. И всё же Иоанна протестует против попытки Слифта объяснить их поведение природной низостью, — виноваты, считает она, сильные мира сего, «превращающие человеческую жизнь в такой ад, что люди становятся сущими дьяволами».
Иоанна приводит на биржу обездоленных и изувеченных, взывает к совести и здравому смыслу скотопромышленников и перекупщиков, — чувствительный Маулер, которому друзья из Нью-Йорка ещё раньше посоветовали покупать мясо, соглашается ради спасения этих несчастных закупить значительное количество консервов. Пострадавшие от кризиса скотоводы просят Иоанну заступиться и за них — и Маулер скупает весь скот, это тоже отвечает его интересам. Мясозаводчики не могут, как обещали, возобновить работу на своих заводах: теперь им не из чего производить консервы, которые уже оплатил Маулер, — они также обращаются за помощью к Иоанне. Между тем руководство Чёрных Капоров извлекает свою выгоду из кризиса: шантажируя мясозаводчиков большевистским бунтом, они требуют высокой платы за свою благотворительность и проповеди. Иоанна, возмущённая тем, что сильные мира сего играют в свои игры, а рабочие по-прежнему голодают, не имея работы, отказывается помогать мясозаводчикам и изгоняет их из «харама» Чёрных Капоров. Руководитель организации увольняет её.
Разделив судьбу безработных, Иоанна пытается поднять их на борьбу за свои права, но те, кого она кормила бесплатным супом, теперь её проклинают: из-за учинённого ею скандала сами Чёрные Капоры оказались в нелёгком положении и бесплатного супа больше нет. Иоанна предлагает свои услуги работникам профсоюзов — коммунистам, но их борьба оказывается ей не по силам; не передав по назначению, из-за сильных морозов, письмо руководства профсоюза, она срывает всеобщую стачку.
Слифт, помощник Маулера, взвинчивает цены на скот, обанкротившиеся мясозаводчики уходят с биржи и тем самым разоряют самого Маулера. Однако в поисках выхода из ситуации мясозаводчики обращаются всё к тому же Маулеру, получившему от своих друзей с Уолл-стрит очередной совет. Во имя спасения мясной промышленности сжигается треть поголовья скота, что влечёт за собой и сокращение рабочих мест, и снижение зарплаты работающим. Маулер ссужает Чёрным Капорам деньги на благотворительность и советует им вернуть в свои ряды Иоанну: она внушает людям доверие.
Заболев воспалением лёгких, Иоанна умирает, кляня себя за то, что никому не смогла оказать реальную помощь, — Чёрные Капоры по совету своего покровителя провозглашают «заступницу бедных» Святой Иоанной. «То обстоятельство, что она явлена у нас, — говорит Слифт, — будет свидетельством того, что человечность у нас высоко ценится».

## Художественные особенности
«Святая Иоанна скотобоен» — одна из немногих пьес Брехта, написанных преимущественно в стихах. Первый переводчик пьесы на русский язык Сергей Третьяков в своих очерках «Люди одного костра» отмечал: «Тончайший мастер лапидарного афоризма, он грубо обращается с вышколенным и выхоленным стихом символистов. Он строит фразу в библейской торжественности и пересекает её грубейшим шлепком. Он заставляет биржевиков говорить шекспировскими пятистопными ямбами, но самые ямбы эти ходят у него как пьяные».
Пародийный тон пьесе задавался уже в самом начале — в лирических воспоминаниях скотопромышленника:

...Мы шли сквозь бойни. Вечер ниспадал.
Стояли мы перед станком убойным.
Ты помнишь, Крайдль, быка: большой и светлый,
Уставясь тупо, принимал удар он.
И мне казалось, будто бык тот — я.
Ах, Крайдль, ах, кроваво наше дело.
Стихотворная по преимуществу форма этой пьесы Брехта в сочетании с пародийностью привлекала к ней внимание композиторов: Пауль Дессау ещё в 1936 году написал «Боевую песнь черных капоров» на текст из «Святой Иоанны скотобоен», а в 1961 году сочинил одноимённую оперу. В 1985 году оперу под названием «Святая Иоанна скотобоен» написал Виктор Фенигштайн.

## Сценическая судьба
C постановкой «Святой Иоанны» на сцене возникли проблемы, которые Е. Эткинд объяснял быстрой фашизацией Германии в 1931—1932 годах. Густаф Грюндгенс репетировал пьесу в Дармштадте, но спектакль так и не бы выпущен. В апреле 1931 года режиссёру Альфреду Брауну, который уже не один год ставил пьесы Брехта на Берлинском радио, удалось осуществить радиопостановку лишь нескольких сцен; Иоанну играла Карола Неер, для которой эта роль и была написана, Маулера — Фриц Кортнер, Слифта — Петер Лорре. Журнал «Мелос» по поводу этой радиопостановки писал: «Ничто не может быть характернее для запутанности нынешних театральных дел, как то, что не нашлось театра, который рискнул бы поставить это выдающееся произведение. Ибо существенно вот что: в „Святой Иоанне“ впервые удалось сочетать современную социальную проблематику и классическую форму».
В 1949 году Брехт предложил поставить пьесу Густафу Грюндгенсу, в то время интенданту Городского театра в Дюссельдорфе, — в ответ получил телеграмму: «Вашим предложением до смерти перепуган». Тем не менее первую постановку пьесы осуществил именно Грюндгенс, уже в гамбургском «Шпильхаузе», в мае 1959 года. Текст пьесы режиссёр при этом несколько смягчил, и если Брехт писал пьесу в разгар «великой депрессии», то Грюндгенс поставил её в период, особенно далёкий от кризисного. «Иоанна ещё не потеряла невинности, — писал по этому поводу Э. Шумахер, — но она уже была стерилизована». В целом же критика оценила спектакль высоко, в том числе и Э. Шумахер; известный критик Герберт Иеринг, друг Брехта, по поводу этой постановки писал: «Художник Грюндгенс вновь обрел себя. Успех этого вечера нельзя недооценить. Снова подтверждается, что только дерзание помогает театру выйти из состояния кризиса».

### Известные постановки
- 1959 — «Шаушпильхауз», Гамбург. Постановка Густафа Грюндгенса; художник Каспар Неер; композитор Зигфрид Франц. Роли исполняли: Иоанна — Ханна Хиоб (старшая дочь Брехта), Маулер — Герман Шомберг, мясозаводчики — Вернер Хинц, Роберт Мейн, Иозеф Дамен, Герхардт Бюнте, Слифт — Рихард Мюнх, Снайдер — Иозеф Оффенбах.
- 1968 — «Берлинер ансамбль». Постановка М. Векверта и Й. Теншерта; художник Карл фон Аппен; композитор Ханс-Дитер Хозалла
- 1972 — «Пикколо-театр», Милан. Постановка Джорджо Стрелера
- 2003 — «Берлинер ансамбль». Постановка Клауса Паймана